# Ghazal (gruppo musicale)
Ghazal è di un gruppo musicale formato dal suonatore di kamencheh curdo-iraniano Kayhan Kalhor, dal sitarista indiano Shujaat Husain Khan, e dal suonatore di tabla indiano Swapan Chaudhuri. I tre fanno una musica che incorpora elementi della tradizione classica persiana e dell'India settentrionale.
L'album dal vivo del 2003 The Rain nel 2004 ha ricevuto una nomination al Grammy Award per il miglior album di World Music.

## Album
- Ghazal: Lost Songs of the Silk Road (1997, Shanachie Records)
- As Night Falls on the Silk Road (1998, Shanachie Records)
- Moon Rise Over the Silk Road (2000, Shanachie Records)
- The Rain (2003, ECM)